# Data entry
In informatica, la data entry o inserimento di dati è l'operazione di immissione di dati in un qualsiasi sistema informatico.
Tale operazione solitamente viene eseguita da un individuo, ma può essere anche automatizzata mediante, ad esempio, tecnologie di lettura ottica o riconoscimento del parlato; semi-automatizzata mediante autocompletamento, la creazione di template e l'utilizzo di file CSV (o altri formati aperti e standard, come XML) per l'importazione e esportazione di dati fra programmi differenti.
Per lavorare nell'ambito dell'inserimento dei dati, è solitamente richiesta una minima competenza in matematica e inglese. Il lavoratore necessita di avere familiarità con software per ufficio, come word processor, database e fogli di calcolo. Occorre avere rapidità, attenzione, e abilità nel rapporto con i clienti.